# Guillermo Durando
Guillermo Durando, Guillermo V Durando o Durando el Viejo, (Puimisson, c. 1230-Roma, 1 de noviembre de 1296), también conocido como Durand, Durandus, Durant, Duranti o Durantis, de la forma italiana Durandi filius, como a veces firmaba, fue un canonista y escritor litúrgico francés. Llamado el Especulador, en latín "Speculator", por su obra "Speculum judiciale", como eclesiástico, llegó a ser obispo de Mende en Gévaudan.

## Vida
Guillermo nació en el seno de una noble familia del Languedoc. Estudió en Lyon, con Enrique de Susa y recibió su doctorado en 1255. Asimismo, fue canónigo de Maguelone desde 1251. Estudió derecho en Bolonia con Bernardo de Parma y en 1264 se convirtió en profesor de derecho canónico en Módena.
El Papa Clemente IV, francés como él, le llamó a Roma a la corte pontificia, donde fue capellán apostólico y auditor general de las causas de palacio. Administró para el Papa Gregorio X el patrimonio de los estados pontificios, y le acompañó en 1274 al segundo Concilio de Lyon, donde le ayudó a elaborar las constituciones. Recibió, en el nombre del papa un homenaje de Bolonia y otras ciudades de la Romaña.
El papa Martín IV le hizo vicario espiritual en 1281, luego, gobernador de la Romaña y de la Marca de Ancona (1283). En medio de las luchas entre güelfos y gibelinos, Durando defendió con éxito los territorios papales, tanto por la vía diplomática como por las armas.
El Papa Honorio IV le mantuvo a su servicio, y aunque sería elegido obispo de Mende en 1286, permaneció en Italia hasta 1291. En 1295 rehusó el arzobispado de Rávena, ofrecido por el Papa Bonifacio VIII, pero aceptó la tarea de pacificar a sus antiguas provincias de Romaña y la Marca de Ancona. En 1296 se retiró a Roma, donde murió. Su tumba está en la iglesia de Santa Maria sopra Minerva.

## Obras principales
La principal obra de Durando es el Speculum iudiciale, que fue compilada en 1271 y revisado en 1286 y 1291. Es una explicación general de los procedimientos civiles, penales y canónicos, y también incluye referencias sobre los sujetos de los contratos. Es una importante síntesis enciclopédica sobre derecho romano y leyes eclesiásticas, que se distingue por su claridad, su método y especialmente, su sentido práctico. Su reputación fue grande y duradera, tanto en los tribunales como en las escuelas. Fue comentado por Giovanni d'Andrea (en 1346) y por Baldo de Ubaldi. En 1306, el cardenal Béranger elaboró una tabla alfabética de su contenido (Inventorium). Existen muchos manuscritos del Speculum y varias ediciones, de las cuales, la más usual es la de Turín de 1578 en dos volúmenes que contienen todas las adiciones, entre ellas las de Giovanni d'Andrea y las tablas. Esta edición fue reproducida en Frankfurt en 1612 y 1668.
Otra importante obra de Durando fue la Rationale divinorum officiorum, un tratado litúrgico escrito en Italia antes de 1286, sobre el origen y el sentido simbólico del ritual cristiano. Presenta un panorama de la liturgia del siglo XIII en el Oeste, estudiada en sus diversas formas, las fuentes tradicionales, y su relación con los edificios y el mobiliario de la iglesia. Con De antiquis Ecclesiae ritibus de Edmond Martène es la principal autoridad en las liturgias occidentales medievales. Se han realizado varias ediciones desde su primera publicación en 1459.

"Las pinturas y los ornamentos que están en las iglesias son las lecturas y las escrituras de los laicos, "una cosa es adorar las pinturas, otra cosa es aprender, a través de la historia, lo que representan, lo que se debe adorar", decía Gregorio (Gregorio Magno), pues la escritura lo muestra a los que la leen; la pintura enseña a los ignorantes que la miran para que sin instrucciones ellos vean lo que deben seguir y leer en estas pinturas, lo que no conocen por las letras. Los caldeos adoran el fuego y obligan a otros a hacer lo mismo, quemando sus ídolos. Los sarracenos, animados por estas palabras, "Tú no harás la imagen de todas las cosas que están en el cielo o sobre la tierra, o en las aguas o bajo la tierra."
 Guillermo Durando. Rationale divinorum officiorum

Las otras obras importantes de Durando son:
- Repertorium iuris canonici (Breviarium aureum), colección de citas de canonistas sobre cuestiones de controversia, a menudo publicadas junto con el Speculum.
- Commentarius in sacrosanctum Lugdunense concilium (ed. Fano, 1569), de valor especial debido a la participación de Durando en la elaboración de las constituciones de este concilio (1274), insertadas por Bonifacio VIII en el Sextus.

Su sobrino, Guillermo Durando el Joven (Guillermo VI Durando), también fue canonista y sucedería a su tío como obispo de Mende. Fue defensor de la reforma eclesiástica en el Concilio de Vienne.